# Масна Лука
Масна Лука је насеље у општине Посушје у западној Херцеговини, Босна и Херцеговина.

## Географија
Масна Лука се налази у између планина Чврснице и Вран. У близини је језера Блидиње (у Парку природе Блидиње), на сјеверу општине Посушје, на надморској висини око 1220 метара. Од ње креће стаза Масна Лука-Плочно. У њој се налази Капелија Св. Илије. Масна Лука је окружена густом јеловом и боровом шумом. Близу је села Рисовац од којег полази стаза Рисовац-Мали Вилинац-Велики Вилинац.

### Црква Св. Илије Пророка
- Црква Св. Илије Пророка
- Црква Св. Илије Пророка
- Унутрашњост Цркве Св. Илије Пророка
- Олтар Цркве Св. Илије Пророка